# Финале Конкакафовог златног купа 2017.
Финале Златног купа Конкакафа 2017. је била фудбалска утакмица која је одредила победника Златног купа Конкакафа за 2017. годину. Утакмица је одржана на стадиону Ливајс у Санта Клари, Калифорнија, Сједињене Америчке Државе, 26. јула 2017. године и у њој су учествовале репрезентације Сједињених Америчких Држава и Јамајка.
Сједињене Државе су победиле у финалу са резултатом од 2 : 1 и тиме освојиле своју шесту титулу Златног купа Конкакафа.

## Пут до финала
| Поз | Репрезентација   | Ута. | Поб. | Нер. | Изг. | ГД | ГП | ГР | Бод. |
| --- | ---------------- | ---- | ---- | ---- | ---- | -- | -- | -- | ---- |
| 1   | Сједињене Државе | 3    | 2    | 1    | 0    | 7  | 3  | +4 | 7    |
| 2   | Панама           | 3    | 2    | 1    | 0    | 6  | 2  | +4 | 7    |
| 3   | Мартиник         | 3    | 1    | 0    | 2    | 4  | 6  | –2 | 3    |
| 4   | Никарагва        | 3    | 0    | 0    | 3    | 1  | 7  | –6 | 0    |

| Поз | Репрезентација | Ута. | Поб. | Нер. | Изг. | ГД | ГП | ГР | Бод. |
| --- | -------------- | ---- | ---- | ---- | ---- | -- | -- | -- | ---- |
| 1   | Мексико        | 3    | 2    | 1    | 0    | 5  | 1  | +4 | 7    |
| 2   | Јамајка        | 3    | 1    | 2    | 0    | 3  | 1  | +2 | 5    |
| 3   | Салвадор       | 3    | 1    | 1    | 1    | 4  | 4  | 0  | 4    |
| 4   | Курасао        | 3    | 0    | 0    | 3    | 0  | 6  | –6 | 0    |

## Финална утакмица

### Кратак преглед
Џози Алтидор је постигао гол за репрезентацију САД у последњем минуту првог полувремена слободним ударцем са 27 метара који је прошао преко зида и погодио горњи леви угао мреже.
Јамајка је изједначила у 50. минуту голом Џе-Вона Вотсона пошто је са пет метара погодио угао гола са десне стране на задњој стативи. На два минута до краја, Џордан Морис је постигао победоносни гол ударцем у десни угао мреже са петнаестак метара након што се лопта одбила до њега у казненом простору.

### Детаљи утакмице
| Сједињене Државе                      | 2 : 1    | Јамајка           |
| ------------------------------------- | -------- | ----------------- |
| - Џози Алтидор 45’ - Џордан Морис 88’ | Извештај | Џе Вон Вотсон 50’ |

| САД | Јамајка |

| Голман     | 24 | Тим Хауард       | 90+2’ |       |
| Одбрана    | 19 | Грем Зуси        | 76’   |       |
| Одбрана    | 3  | Омар Гонзалез    |       |       |
| Одбрана    | 5  | Мат Беслер       |       |       |
| Одбрана    | 2  | Хорхе Виљафања   |       |       |
| Халф       | 20 | Пол Ариола       |       | 76’   |
| Халф       | 23 | Келин Акоста     | 37’   | 55’   |
| Халф       | 26 | Мајкл Бредли (c) |       |       |
| Халф       | 25 | Дарлингтон Нагби |       | 90+1’ |
| CF         | 8  | Џордан Морис     |       |       |
| CF         | 27 | Џози Алтидор     |       |       |
| Замене:    |    |                  |       |       |
| Нападач    | 28 | Клинт Демпси     |       | 55’   |
| Халф       | 9  | Гјаси Зардес     |       | 76’   |
| Халф       | 13 | Дакс Макарти     |       | 90+1’ |
| Селектор:  |    |                  |       |       |
| Брус Арена |    |                  |       |       |

| Голман         | 1  | Андре Блејк (c)  |     | 23’ |
| Одбрана        | 3  | Демјон Лов       |     |     |
| Одбрана        | 4  | Ладејл Ричи      | 57’ | 87’ |
| Одбрана        | 21 | Џермејн Тејлор   |     |     |
| Одбрана        | 5  | Алвас Пауел      |     |     |
| Одбрана        | 20 | Кемар Лоренц     |     |     |
| Халф           | 8  | Онил Фишер       |     |     |
| Халф           | 15 | Џе Вон Вотсон    |     |     |
| Халф           | 18 | Овејн Гордон     |     |     |
| Нападач        | 22 | Ромарио Вилијамс |     |     |
| Нападач        | 10 | Дарен Матокс     | 32’ | 90’ |
| Substitutions: |    |                  |     |     |
| Голман         | 13 | Двејн Милер      |     | 23’ |
| Халф           | 17 | Кевон Ламберт    |     | 87’ |
| Нападач        | 11 | Кори Бурк        |     | 90’ |
| Селектор:      |    |                  |     |     |
| Тиодор Витмор  |    |                  |     |     |

| Играч утакмица: Џордан Морис (САД) Помоћни судија: Херсон Лопез (Гватемала) Ерменерито Леал (Гватемала) Четврти судија: Рикардо Монтеро (Костарика) | Правила - 90 минута. - 30 минута продужетка ако је потребно. - Једанаестерци ако је скор и даље изједначен. - Максимално три замене, уз четврту дозвољену у продужецима. |

| centrado                   |
| Сједињене Америчке Државе  |
| Шампион · Сједињене Државе |
| 6. титула                  |